# Lisa Nilsson
Lisa Nilsson (Tyresö, 13 agosto 1970) è una cantante svedese.

## Biografia
Originaria di Tyresö, ha avuto i primi successi nel 1992 in Svezia con il singolo Himlen runt hörnet, scritto da Mauro Scocco e Johan Ekelund. Il brano è stato pubblicato nel 1995 in lingua inglese col titolo Ticket to Heaven. Sempre nel 1992 ha diffuso il suo primo album.
Tutti i suoi album hanno raggiunto le posizioni più alte della classifica Sverigetopplistan.

## Discografia
Album studio
- 1992 - Himlen runt hörnet
- 1995 - Till Morelia
- 2000 - Viva
- 2001 - Små rum
- 2006 - Hotel Vermont 609
- 2013 - Sånger om oss

Raccolte
- 2003 - Samlade Sånger 1992-2003
- 2010 - 20 - En Jubileumssamling